# Ilona Graenitz
Ilona Graenitz (* 15. März 1943 in Wien; † 17. Juli 2022 ebenda) war eine österreichische Politikerin (SPÖ). Graenitz war von 1986 bis 1996 Abgeordnete zum österreichischen Nationalrat und von 1995 bis 1999 Abgeordnete zum Europäischen Parlament.

## Leben
Graenitz besuchte nach der Volksschule ein Realgymnasium in Wien, an dem sie 1961 maturierte. Danach studierte sie an der Hochschule für Welthandel und schloss ihr Studium 1965 mit dem akademischen Grad Dipl.-Kfm. ab. 1969 erwarb sie die Lehrbefähigung für Sprachenlehrer an Pflichtschulen. Beruflich war Graenitz zwischen 1966 und 1968 in der
Exportabteilung der Chemie Linz beschäftigt, bevor sie von 1968 bis 1972 als Fachlehrerin an die Polytechnische Schule Linz wechselte. Danach machte sie als Erwachsenenbildnerin selbständig.
Politisch engagierte sich Graenitz zunächst in der Stadtpolitik und war zwischen 1979 und 1986 Gemeinderätin in Linz. Sie wechselte am 17. Februar 1986 in den Nationalrat, dem sie bis zum 10. September 1995 sowie am 15. Jänner 1996 angehörte. Mit dem Beitritt Österreichs zur Europäischen Union wurde sie ab 1. Jänner 1995 auch Mitglied des Europäischen Parlamentes, in dem sie die SPÖ bis zum 20. Juli 1999 vertrat. Zudem war Graenitz innerparteilich als Mitglied des Bezirksparteivorstandes der SPÖ Linz-Stadt und Mitglied des Landesparteivorstandes der SPÖ Oberösterreich aktiv. Zudem gehörte sie von 1991 bis 1994 der österreichischen Delegation zur Parlamentarischen Versammlung des Europarates an.

## Auszeichnungen
- 1997: Großes Goldenes Ehrenzeichen für Verdienste um die Republik Österreich[1]